# VTB United League Final Four MVP

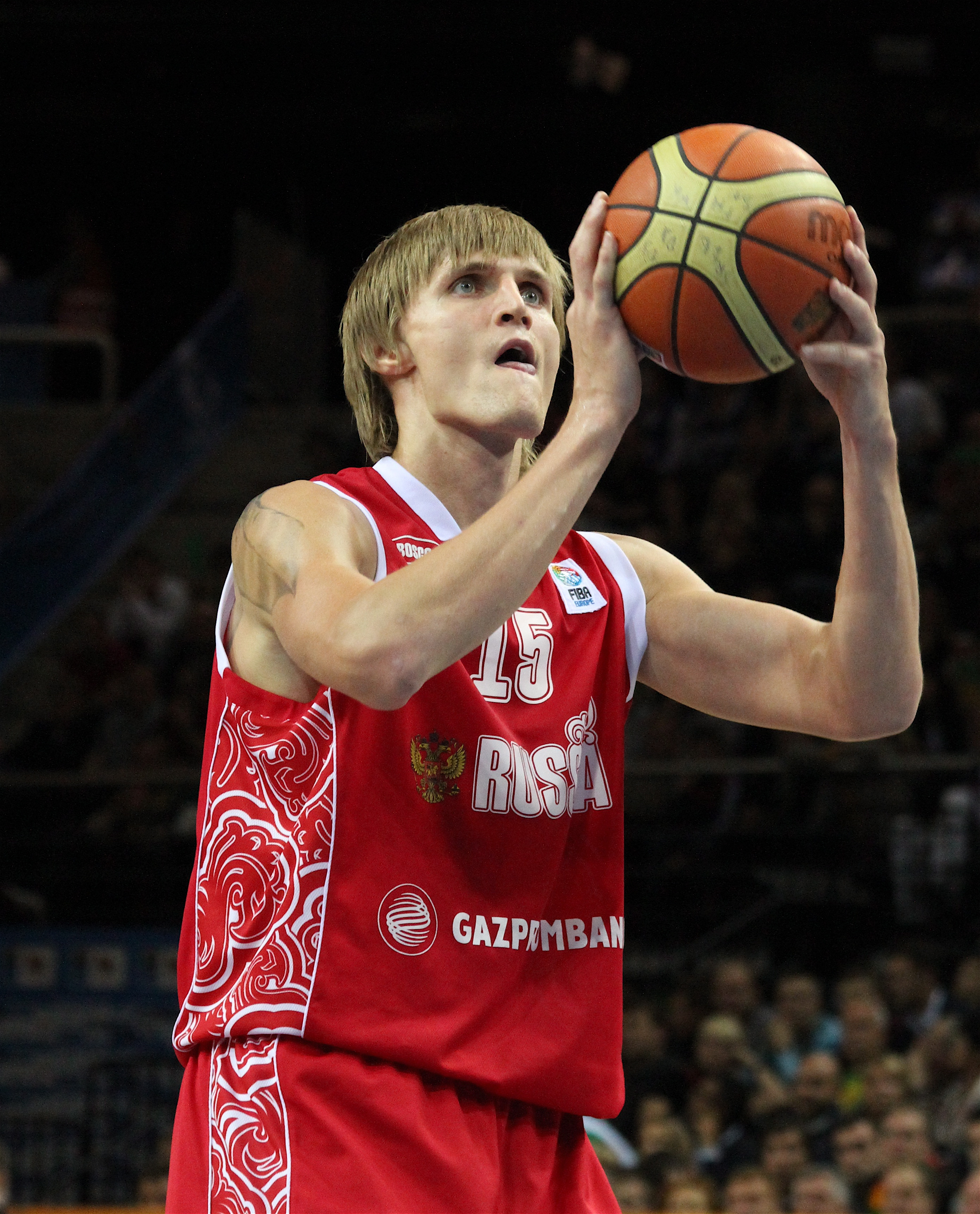
Kirilenko, vincitore nel 2012.

Il VTB United League Final Four MVP è il premio conferito dalla VTB United League al miglior giocatore delle final four.

## Vincitori
| Stagione  | Nazionalità        | Giocatore          | Squadra              |
| --------- | ------------------ | ------------------ | -------------------- |
| 2008      | Lituania           | Ramūnas Šiškauskas | CSKA Mosca           |
| 2009-2010 | Russia             | J.R. Holden        | CSKA Mosca           |
| 2010-2011 | Russia             | Vitalij Fridzon    | Chimki               |
| 2011-2012 | Russia             | Andrej Kirilenko   | CSKA Mosca           |
| 2012-2013 | Russia             | Viktor Chrjapa     | CSKA Mosca           |
| 2013-2014 | Serbia             | Miloš Teodosić     | CSKA Mosca           |
| 2014-2015 | Russia             | Andrej Voroncevič  | CSKA Mosca           |
| 2015-2016 | Serbia             | Miloš Teodosić (2) | CSKA Mosca           |
| 2016-2017 | Francia            | Nando de Colo      | CSKA Mosca           |
| 2017-2018 | Spagna             | Sergio Rodríguez   | CSKA Mosca           |
| 2018-2019 | Russia             | Nikita Kurbanov    | CSKA Mosca           |
| 2019-2020 | Non assegnato      | Non assegnato      | Non assegnato        |
| 2020-2021 | Italia             | Daniel Hackett     | CSKA Mosca           |
| 2021-2022 | Stati Uniti        | Jordan Mickey      | Zenit S. Pietroburgo |
| 2022-2023 | Macedonia del Nord | Nenad Dimitrijević | UNICS Kazan'         |
| 2023-2024 | Stati Uniti        | Melo Trimble       | CSKA Mosca           |